# Chung Wan
Chung Wan (kinesiska: 涌灣, 涌湾) är en vik i Hongkong (Kina). Den ligger i den centrala delen av Hongkong.